# 槭叶小牵牛
槭叶小牵牛（学名：Ipomoea wrightii）为旋花科牵牛属下的一个种。种名 wrightii 以19世纪美国生物学家Charles Wright的名字命名。